# Susanne Rosenqvist
Anneli Susanne Christina Rosenqvist (ur. 26 listopada 1967 w Landskronie) – szwedzka kajakarka, dwukrotna medalistka olimpijska.
Brała udział w dwóch igrzyskach (IO 92, IO 96), na obu zdobywała brązowe medale w czwórce na dystansie 500 metrów. W 1992 osadę tworzyły również Agneta Andersson, Anna Olsson i Maria Haglund. W 1996 Haglund zastąpiła Ingela Ericsson. Zdobyła siedem medali mistrzostw świata. W 1991 zajęła drugie miejsce na dystansie 5000 metrów. Zdobyła również cztery medale globalnego czempionatu w kajakowych czwórkach, srebro na dystansie 500 metrów w 1993 oraz brąz w 1994 i dwukrotnie brąz (1995 i 1997) na dystansie 200 metrów. W dwójkach zajęła drugie miejsce w 1995 ma dystansie 200 metrów oraz trzecie na dystansie 500 metrów.